# Bruno Rousselet

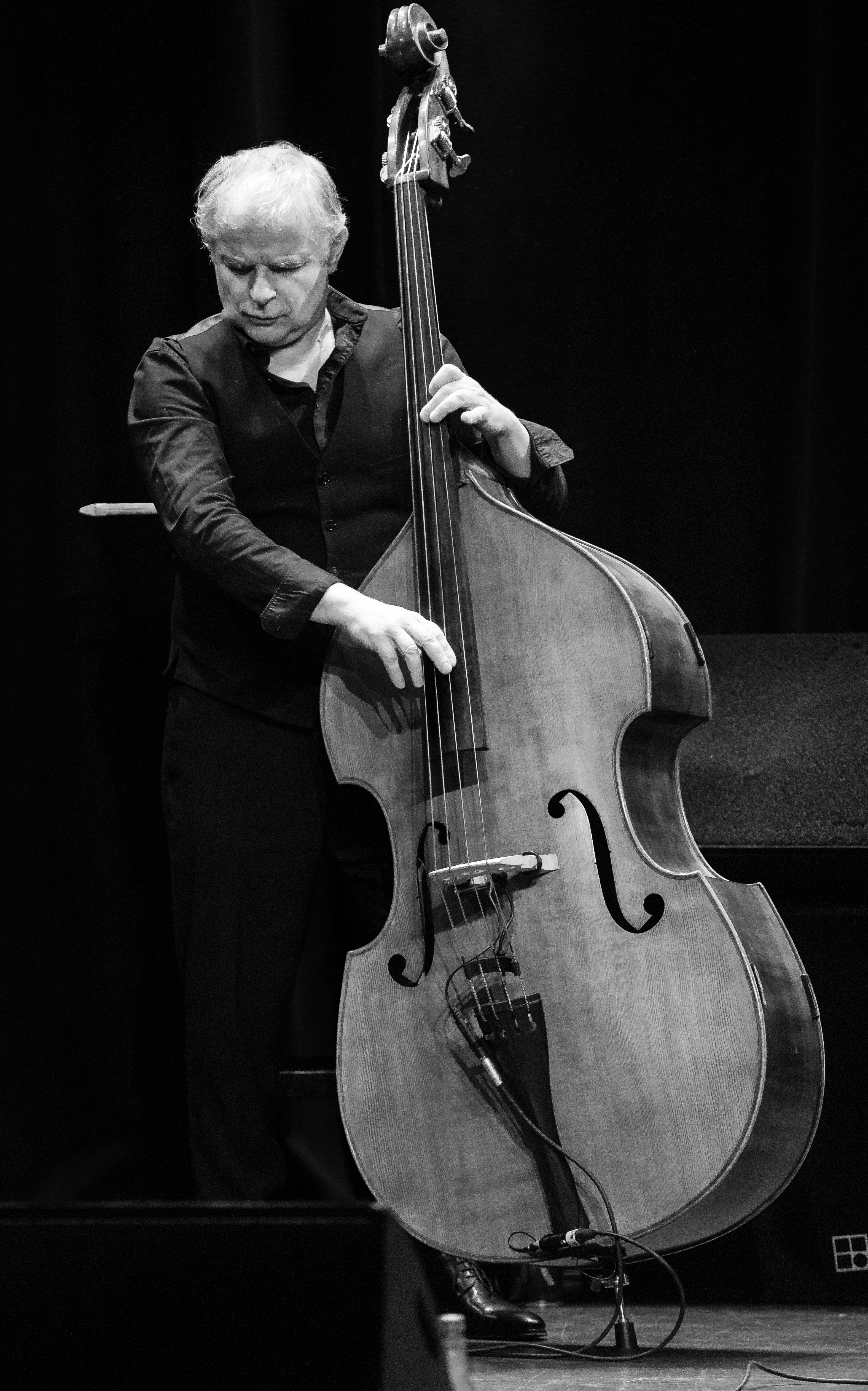
Bruno Rousselet auf der Bühne in Cosmopolite, Oslo 2025
Foto von Tore Sætre

Bruno Rousselet (* 2. Oktober 1961) ist ein französischer Musiker (Kontrabass) des Modern Jazz.

## Leben und Wirken
Rousselet spielte zunächst auf einem E-Bass und entdeckte 1983 den Jazz im Jazzclub in Moulins (Allier). Zu dieser Zeit arbeitete er in einer Fabrik, in der Fernseher und Lautsprecher hergestellt wurden. Nachdem er Musiker in einer Bar in Moulins getroffen hatte, bekam er die Möglichkeit, mit ihnen Jazz zu spielen. Ende 1983, nachdem er arbeitslos war, bot ihm ein Freund an, ein Musikpraktikum bei ihm in einer Schule in Nîmes zu absolvieren. Er studierte dann Harmonielehre und arbeitete nach Beendigung des Praktikums in einem Tanzorchester, das es ihm ermöglichte, Zeit zu haben, an seinem Instrument zu arbeiten.
Nach dem Studium an einem Konservatorium ging Rousselet 1990 nach Paris, wo er ein einwöchiges Engagement im Slow Club fand, um den Sänger Spanky Wilson mit Philippe Milanta zu begleiten. 1991 entstanden erste Aufnahmen mit dem Michel Marre Quartet; in den folgenden Jahren arbeitete er mit Musikern wie François Biensan, Dave Burrell, Glenn Ferris, Gordon Beck, Hervé Sellin, Jean-Luc Fillon, ferner im Laurent Mignard Duke Orchestra und dem Modern Gustin Trio. Im Bereich des Jazz war er laut Tom Lord zwischen 1986 und 2019 an 43 Aufnahmesessions beteiligt. 2020 gehört er dem Trio des Pianisten Laurent de Wilde (mit Donald Kontomanou) an.
Der Bassist ist nicht mit dem gleichnamigen Holzbläser zu verwechseln, der zur ersten Ausgabe des Orchestre National de Jazz gehörte und 2011 starb.

## Diskographische Hinweise
- Glenn Ferris / Bruno Rousselet / Ernie Odoom: Ferris Wheel (Enja 2010)